# Martina Ertl
Martina Maria Ertl-Renz (Bad Tölz, 12 de septiembre de 1973) es una deportista alemana que compitió en esquí alpino; dos veces campeona mundial.
Participó en cinco Juegos Olímpicos de Invierno, entre los años 1992 y 2006, obteniendo en total tres medallas, plata en Lillehammer 1994, en el eslalon gigante, plata en Nagano 1998, en la combinada, y bronce en Salt Lake City 2002, en la combinada.
Ganó cuatro medallas en el Campeonato Mundial de Esquí Alpino entre los años 1993 y 2005. En la Copa del Mundo consiguió catorce victorias y 57 podios en total.

## Palmarés internacional
| Juegos Olímpicos   | Juegos Olímpicos                | Juegos Olímpicos  | Juegos Olímpicos |
| Año                | Lugar                           | Medalla           | Prueba           |
| ------------------ | ------------------------------- | ----------------- | ---------------- |
| 1994               | Lillehammer (Noruega)           | Medalla de plata  | Eslalon gigante  |
| 1998               | Nagano (Japón)                  | Medalla de plata  | Combinada        |
| 2002               | Salt Lake City (Estados Unidos) | Medalla de bronce | Combinada        |
| Campeonato Mundial |                                 |                   |                  |
| Año                | Lugar                           | Medalla           | Prueba           |
| 1993               | Morioka (Japón)                 | Medalla de bronce | Eslalon gigante  |
| 1996               | Sierra Nevada (España)          | Medalla de bronce | Eslalon gigante  |
| 2001               | St. Anton (Austria)             | Medalla de oro    | Combinada        |
| 2005               | Bormio (Italia)                 | Medalla de oro    | Equipo mixto     |